# Ėlina Z'verava
Ėlina Aljaksandraŭna Kišeeva, coniugata Z'verava , accreditata come Ellina Zvereva dalla IAAF (in bielorusso Эліна Аляксандраўна Кiшеева-Зьверава?, in russo Эллина Александровна Кишеева-Зверева?, Ėllina Aleksandrovna Kišeeva-Zvereva; Dolgoprudnyj, 16 novembre 1960), è un'ex discobola bielorussa, che vinse l'oro alle Olimpiadi di Sydney 2000.
In precedenza ad Atlanta 1996 aveva raccolto una medaglia di bronzo. Ha vinto anche due titoli mondiali: nel 1995 e nel 2001, quest'ultimo dopo la squalifica per doping di Natal'ja Sadova.
Nel 1992 non ha potuto partecipare ai Giochi olimpici di Barcellona perché trovata positiva ad un test antidoping agli steroidi anabolizzanti.
Nel 2010 decide di ritirarsi dalle competizioni dopo 31 anni di carriera.

## Palmarès
| Anno | Manifestazione | Sede      | Evento           | Risultato      | Misura  | Note                                     |
| ---- | -------------- | --------- | ---------------- | -------------- | ------- | ---------------------------------------- |
| 1988 | Olimpiadi      | Seul      | Lancio del disco | 5ª             | 68,94 m |                                          |
| 1990 | Europei        | Spalato   | Lancio del disco | 6ª             | 63,88 m |                                          |
| 1991 | Mondiali       | Tokyo     | Lancio del disco | 9ª             | 63,22 m |                                          |
| 1993 | Mondiali       | Stoccarda | Lancio del disco | 16ª            | 59,84 m |                                          |
| 1994 | Europei        | Helsinki  | Lancio del disco | Argento        | 64,46 m |                                          |
| 1995 | Mondiali       | Göteborg  | Lancio del disco | Oro            | 68,64 m |                                          |
| 1996 | Olimpiadi      | Atlanta   | Lancio del disco | Bronzo         | 65,64 m |                                          |
| 1997 | Mondiali       | Atene     | Lancio del disco | Argento        | 65,90 m | Miglior prestazione personale stagionale |
| 1998 | Europei        | Budapest  | Lancio del disco | 4ª             | 65,92 m |                                          |
| 1999 | Mondiali       | Siviglia  | Lancio del disco | 10ª            | 62,75 m |                                          |
| 2000 | Olimpiadi      | Sydney    | Lancio del disco | Oro            | 68,40 m | Miglior prestazione personale stagionale |
| 2001 | Mondiali       | Edmonton  | Lancio del disco | Oro            | 67,10 m | Miglior prestazione personale stagionale |
| 2004 | Olimpiadi      | Atene     | Lancio del disco | 15ª            | 60,63 m |                                          |
| 2006 | Europei        | Göteborg  | Lancio del disco | 6ª             | 61,72 m |                                          |
| 2008 | Olimpiadi      | Pechino   | Lancio del disco | 5ª             | 60,82 m |                                          |
| 2009 | Mondiali       | Berlino   | Lancio del disco | Qualificazione | nm      |                                          |